# Ioana Nemțanu
Ioana Nemțanu (Ploiești, 1º gennaio 1989) è una pallavolista rumena.
Gioca nel ruolo di schiacciatrice nel Club Sportiv de Volei Alba-Blaj.

## Carriera
La carriera di Ioana Nemțanu comincia nel 1995 con la squadra tedesca dello Straubing, proseguendo con le concittadine dello FTSV Straubing; il suo esordio nella pallavolo professionistica avviene nella stagione 2005-06 quando viene ingaggiata dal Turnverein Fischbek von 1921 di Amburgo, club militante nel massimo campionato tedesco. Nella stagione 2007-08 passa al Rote Raben Vilsbiburg, dove resta per tre annate vincendo due scudetti ed una Coppa di Germania: nel 2010 ottiene le prime convocazioni con la nazionale rumena.
Nella stagione 2010-11 gioca per la prima volta in patria, ingaggiata dal Tomis Costanza, con la quale vince il campionato e la coppa nazionale.
Nella stagione 2011-12 si trasferisce in Italia, vestendo la maglia della Spes Conegliano: tuttavia la squadra fallisce nel gennaio 2012, ritirandosi dal campionato, ma la giocatrice, a causa di un infortunio al ginocchio, decide di completare il restante periodo della stagione dedicandosi esclusivamente alla fisioterapia; ritorna in campo solo a metà annata 2012-13, nel CSU Târgu Mureş.
Nella stagione 2013-14 viene ingaggiata dal club svizzero del Volleyball Köniz, mentre in quella 2014-15 è nuovamente in Romania con il Club Sportiv de Volei Alba-Blaj, con cui si aggiudica due scudetti.

## Palmarès

### Club
- Campionato tedesco: 2

2007-08, 2009-10
- Campionato rumeno: 3

2010-11, 2014-15, 2015-16
- Coppa di Germania: 1

2008-09
- Coppa di Romania: 1

2010-11